# Minamata-Krankheit
Die Minamata-Krankheit (Japanisch: 水俣病, Minamata-byō) ist eine chronische Vergiftung durch organische Quecksilber-Verbindungen (Quecksilbervergiftung), die erstmals Mitte der 1950er-Jahre entlang der japanischen Yatsushiro-See in der Umgebung der Stadt Minamata auftrat. Symptome sind zunächst nur Müdigkeit, Kopf- und Gliederschmerzen, später Ataxie, Lähmungen, Psychosen und in schweren Fällen Koma. Die Krankheit endet nicht selten tödlich.

## Hintergrund und Geschichte
Minamata wurde weltweit zum Begriff für Umweltschäden durch unkontrollierte Verklappung von Abfällen, als sich in dem Ort Mitte der 1950er-Jahre Schädigungen am zentralen Nervensystem von Menschen und Tieren zeigten, die bald auf die Aufnahme von Quecksilberverbindungen aus Lebensmitteln und Trinkwasser zurückgeführt werden konnten. Der Chemiekonzern Chisso, der am Ort eine Acetaldehyd-Anlage unterhielt, stritt zunächst jeden Zusammenhang ab, obwohl er in eigenen Versuchsreihen bereits festgestellt hatte, dass das Abwasser aus der Acetaldehyd-Produktion genau die beobachteten Symptome an Tieren hervorrief. Die Quecksilberverbindungen werden als Katalysator zur Acetaldehyd-Herstellung verwendet.
Erst nach einer staatlichen Untersuchung musste der Konzern zugeben, dass die Einleitung von Methylquecksilberiodid ins Meerwasser zu einer dramatischen Anreicherung von Quecksilberverbindungen in den Meeresalgen und somit in den Fischen, dem Hauptlebensmittel der Einwohner des Küstenortes, geführt hatte. Nach heutigen Schätzungen wurden etwa 17.000 Menschen durch die Quecksilberverbindungen mehr oder weniger schwer geschädigt, jedoch wurden bis zum Jahr 2000 nur 2.265 Personen offiziell als Opfer der Minamata-Krankheit anerkannt. Etwa 3.000 dürften an der Vergiftung gestorben sein.
Wesentlichen Anteil an der Veröffentlichung und schließlich Aufklärung des Falles hatten die Fotoreportagen von W. Eugene Smith, der mehrere Jahre in Minamata lebte und fotografierte und seine Bilder in Life und in einem Buch veröffentlichte, sowie die japanische Autorin Michiko Ishimure mit dem Buch Paradies im Meer der Qualen und der japanische Dokumentarfilmer Noriaki Tsuchimoto mit seinem 1971 erschienenen Film Minamata – die Opfer und ihre Krankheit. 2020 folgte eine weitere Verfilmung.
Ein zweiter Fall einer solchen Massenerkrankung in Japan ereignete sich 1964 am Fluss Agano in Kanose (heute: Aga) in der Präfektur Niigata, wo die Firma Shōwa Denkō den gleichen Produktionsprozess wie Chisso in Minamata unterhielt (Niigata-Minamata-Krankheit (新潟水俣病, Niigata-Minamata-byō), auch zweite Minamata-Krankheit (第二水俣病, Dai-ni Minamata-byō) genannt). Weitere Fälle der Minamata-Krankheit traten entlang des Songhua-Flusses in China, in Kanada und in Tansania auf. 1999 konnten japanische Wissenschaftler auch bei Indianern am Amazonas die Minamata-Krankheit nachweisen. Hier gelangte Quecksilber beim Goldwaschen in das Flusswasser.

## Globales Programm der Vereinten Nationen
Die Vereinten Nationen haben in ihrem  United Nations Environmental Program Governing Council Quecksilber seit 2001 auf der Liste der regulierten Substanzen der globalen Umweltverschmutzungen. 2013 wurde das Minamata-Übereinkommen zur Eindämmung der Quecksilberemissionen unterzeichnet.

## Epidemiologische Untersuchungen
Seit Anfang des 21. Jahrhunderts werden vermehrt epidemiologische Studien durchgeführt, um die neurophysiologischen Auswirkungen niedrigschwelliger Expositionen gegenüber Quecksilber zu erforschen. So wurde von 2006 bis 2011 im Mittelmeerraum eine prospektive Studie mit 1700 Mutter/Kind-Paaren angelegt, bei denen Quecksilber und weitere Metalle in mütterlichen Haarproben und Nabelschnurblutproben gemessen wurden. 18 Monate nach der Geburt wurde die neurologische Entwicklung der Kinder nach der Bayley-Skala (3. Ausgabe) ermittelt. Die Hoffnung der Autoren: dass über die geplanten Folge-/Langzeituntersuchungen ein besseres Verständnis der neurophysiologischen Auswirkungen von Quecksilber und anderen Elementen bei Kindern erreicht wird.